# Chuniola
Chuniola is een geslacht van uitgestorven zee-egels uit de familie Loveniidae.

## Soorten
- Chuniola carolinae Gagel, 1903 † Mioceen, Noord-Duitsland.